# Bill Ellerington
William Ellerington (tháng 1 năm 1892 – tháng 10 năm quarter 1948) là một cầu thủ bóng đá người Anh thi đấu ở vị trí trung vệ. Ông thi đấu 150 trận ở Football League cho Middlesbrough và Nelson. Con trai của ông, Bill, thi đấu cho đội tuyển Anh và Southampton.